# Legény Zsolt
Legény Zsolt (Kisvárda, 1978. december 6. –) magyar jogász, politikus, 2006–2010 és 2014–2018 között a Magyar Szocialista Párt országgyűlési képviselője volt. 

## Életrajz

### Tanulmányai
1997-ben a Kisvárdai Bessenyei György Gimnázium és Kollégiumban érettségizett. 2002-ben a Miskolci Egyetem Állam- és Jogtudományi Karának jogász szakán diplomázott. Középiskolai évei végéig szülőfalujában Tornyospálcán élt.
C típusú középfokú német nyelvvizsgája van.

### Politikai pályafutása
2006. május 16. és 2010. május 13. között a Magyar Szocialista Párt országgyűlési képviselője. 2006. május 30. és 2006. június 19. között az Ifjúsági, szociális és családügyi bizottságnak a tagja. 2006. május 30. és 2010. május 13. között az Európai ügyek bizottságának a tagja. 2009. május 14. és 2010. május 13. között a Fogyasztóvédelmi eseti bizottságnak a tagja. 2010. február 15. és 2010. május 13. között a Mezőgazdasági bizottságnak a tagja.
2010-ben Tornyospálca önkormányzati képviselőjének választották, amely pozíciót 2014-ig be is töltött.
2014. május 6. óta újra a Magyar Szocialista Párt országgyűlési képviselője. 2014. május 6. és 2014. szeptember 4. között a Magyar Szocialista Párt frakcióvezető-helyettese. 2014. május 6. óta a Mezőgazdasági bizottságnak a tagja. 2014. május 6. és 2015. június 8. között a Törvényalkotási bizottságnak a tagja. 2015. június 8. és 2016. november 7. között az Európai ügyek bizottságának a tagja. 2016. november 21. és 2017. március 6. között a Költségvetési bizottságnak a tagja.
Legény Zsolt az MSZP Országos Etikai és Fegyelmi Ügyek Tanácsának elnöke volt 2020-ig.

### Konfliktusok személye körül
2020. december 10-én a Beregsurány-Asztély határátkelő ukrán oldalán megállították, a vád szerint diplomata útlevéllel akart cigarettát átcsempészni a határon Ukrajnából. Legény az eset után azt mondta, nem tudja hogy került a cigaretta az autójába, majd még aznap lemondott minden párttisztségéről és kilépett az MSZP-ből. A volt politikus ellen eljárás indult Ukrajnában, ami felmentéssel zárult, ettől függetlenül 2022 júliusában az ügy miatt további nyomozást rendeltek el ismeretlen tettes ellen nagy vagyoni hátrányt okozó költségvetési csalás bűntette miatt.